# La Chanson de guerre
La Chanson de guerre (La canzone di guerra) est une nouvelle de l'écrivain italien Dino Buzzati, publiée en 1958 dans le recueil Sessanta racconti.
La traduction en français de cette nouvelle paraît pour la première fois en France en 1968 dans le recueil Les Sept Messagers. Elle n'est pas présente dans le recueil original italien I sette messaggeri.

## Résumé
Un roi et son conseiller militaire sont gênés dans leur réunion par le bruit émanant du dehors, en fait un chant de guerre qu'entonnent les troupes sur le départ. Il ne s'agit pas des hymnes guerriers composés par le grand Schrœder, en l'honneur du vaillant royaume qui va de victoire en victoire. Et pourtant, la chanson de guerre des troupes qui passent quotidiennement sous la fenêtre du roi est triste. Elle parle d'un amour perdu, et du non-retour de la guerre. Pourtant, les victoires s'amoncèlent. Jusqu'au jour où le roi n'entend plus cette chanson, ni aucune autre d'ailleurs, la guerre ayant considérablement étendu son empire, mais également pris tous ses soldats, qui ne sont pas rentrés, malgré les victoires.

## Éditions françaises
- In Les Sept Messagers, recueil de vingt nouvelles de Dino Buzzati, traduction de Michel Breitman, Paris, Robert Laffont, coll. « Pavillons », 1968
- In Les Sept Messagers, Paris, UGE, coll. « 10/18. Domaine étranger » no 1519, 1982  (ISBN 2-264-00478-9)